# Bory (Łazy)
Bory – część miasta Łazy, w Polsce, położona w województwie śląskim, w powiecie zawierciańskim, w gminie Łazy. Rozpościera się w rejonie ulicy Bory.
Bory leżą po zachodniej stronie linii Kolei Warszawsko-Wiedeńskiej. W latach 1915–1919 część ta (Podlesie, Cegielnia, Kąty i Bory) została odłączona od Łaz w gminie Rokitno Szlacheckie (która znalazła się pod okupacją austriacką) i włączona do nowo utworzonej 27 lutego 1915 w gminy Wysoka w powiecie będzińskim w strefie niemieckiej, gdzie utworzyła odrębną miejscowość Łazy (Zachodnie) z sołtysem Euzebiuszem Gołębiowskim. Po wojnie reintegrowana z Łazami.